# ヘンリー・ウォード・レンジャー
ヘンリー・ウォード・レンジャー（Henry Ward Ranger、1858年1月29日 - 1916年11月7日）はアメリカ合衆国の画家である。19世紀末から20世紀の初めのアメリカ合衆国における風景画のスタイル「トーナリズム」において指導的な役割を担ったとされる。コネチカット州、ニューロンドン郡の海岸の町、オールドライムに集まった芸術家たち(Old Lyme art colony)のリーダーでもあった。

## 略歴
ニューヨーク州のリビングストン郡のGeneseoで生まれたと推定され、シラキュースで育った。父親は商業写真家で、後に絵の教師もした人物である。
両親から絵を学び、2年間、開校間もないシラキュース大学で学んだ。この学校で美術を本格的に学んだ。父親の写真スタジオで働きながら、水彩で風景画を描くようになった。1878年にニューヨークに移り、ニューヨークの新聞に音楽や劇の評論を寄稿しながら、美術の修行を続け、1883年に子持ちの女優と結婚した。 
結婚後、家族でヨーロッパに渡り、パリを訪れた後、オランダのラーレンに滞在した。ラーレンでは「ハーグ派」の画家たち、ヨゼフ・イスラエルスや、アントン・モーヴ、ヤコブ・マリス、ウィレム・マリスといった画家たちと活動した。ハーグ派の画家たちが描く風景や、雲に覆われた空などのスタイルを作品に取り入れた。1880年代の後半にはサロン・ド・パリに作品が受理され、オランダ人のコレクターに作品が買い上げられるようになった。
アメリカに帰国すると1888年にニューヨークにスタジオを開き風景画を描き、1892年はニューヨークの画廊で個展を開き、好意的な批評を得た。アメリカ合衆国における風景画家たちの中で指導的な立場になり、そのスタイルを「トーナリズム」と称したのはレンジャーだとされる。1894年にはアメリカ人の作品を専門に扱う画廊、マクベス・ギャラリーで展覧会を開いた。
1899年夏にコネチカット州、ニューロンドン郡の海岸の町、オールドライムを訪れ、地元の名家の女性で、邸の一部を来客に貸していたフローレンス・グリスウォルドの邸を訪れ、オールドライムを芸術家村にすることに貢献した。1900年には仲間の画家のLewis CohenやHenry Rankin Poore、Louis Paul Dessa、William Henry Howeらとオールドライムを訪れた。オールド・ライムは1903年にアメリカにおける印象派の代表的画家、フレデリック・チャイルド・ハッサムが訪れることによって印象派のスタイルが広がることになった。レンジャーはオールドライムから30㎞程離れたノアンク(Noank)に住まいを移し、森や海岸の風景を描き、印象派の影響も見られるようになったとされる。
人気のある風景画家になり、レンジャーが亡くなった後、1917年に競売にかけられた100点以上の作品の価格は亡くなった画家の作品に付けられた最高の平均価格であったとニューヨーク・タイムズが報じたが、1930年代には、そのスタイルが時代遅れであると人気を失うことになった.。

## 作品

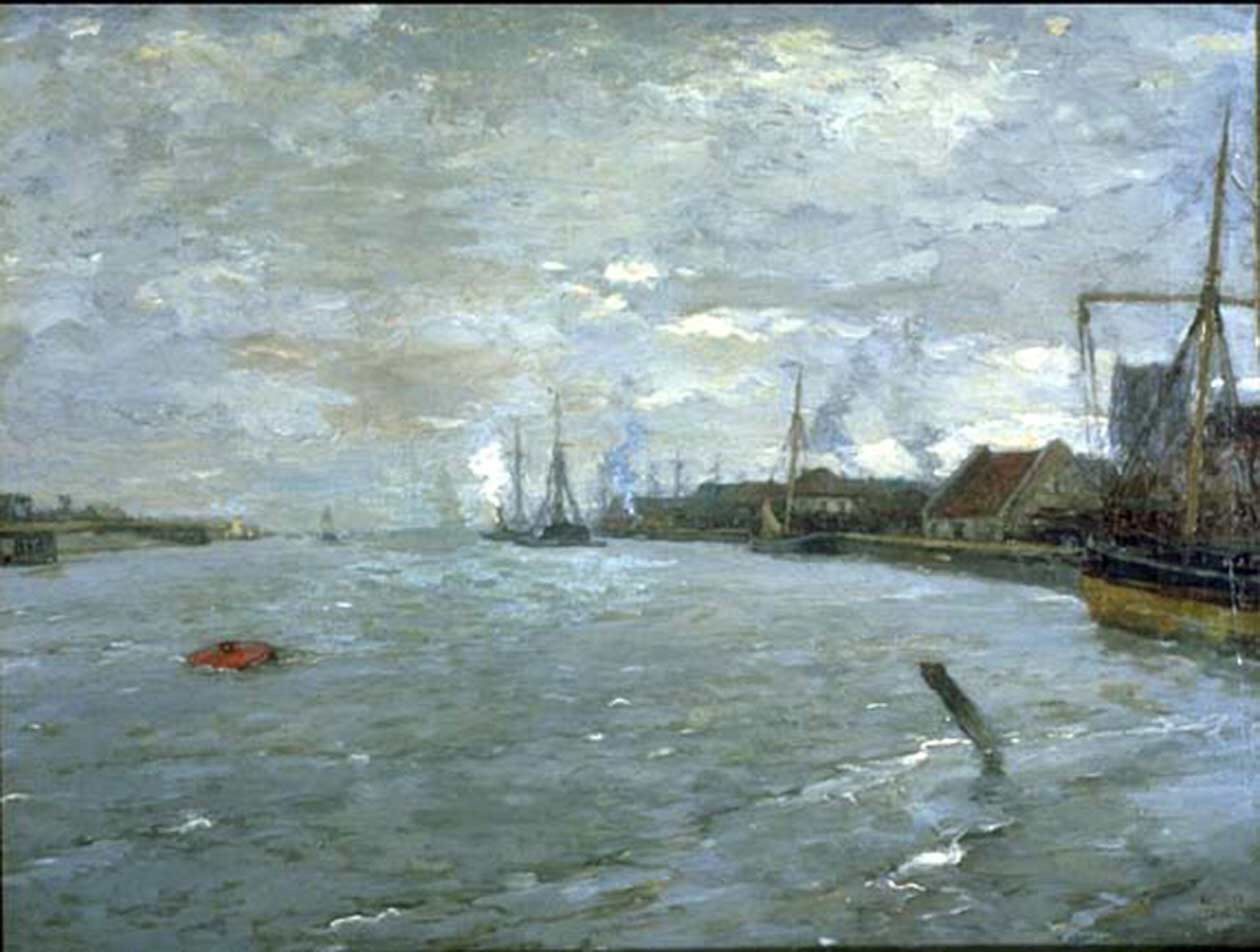
Dutch Harbour (c.1890)
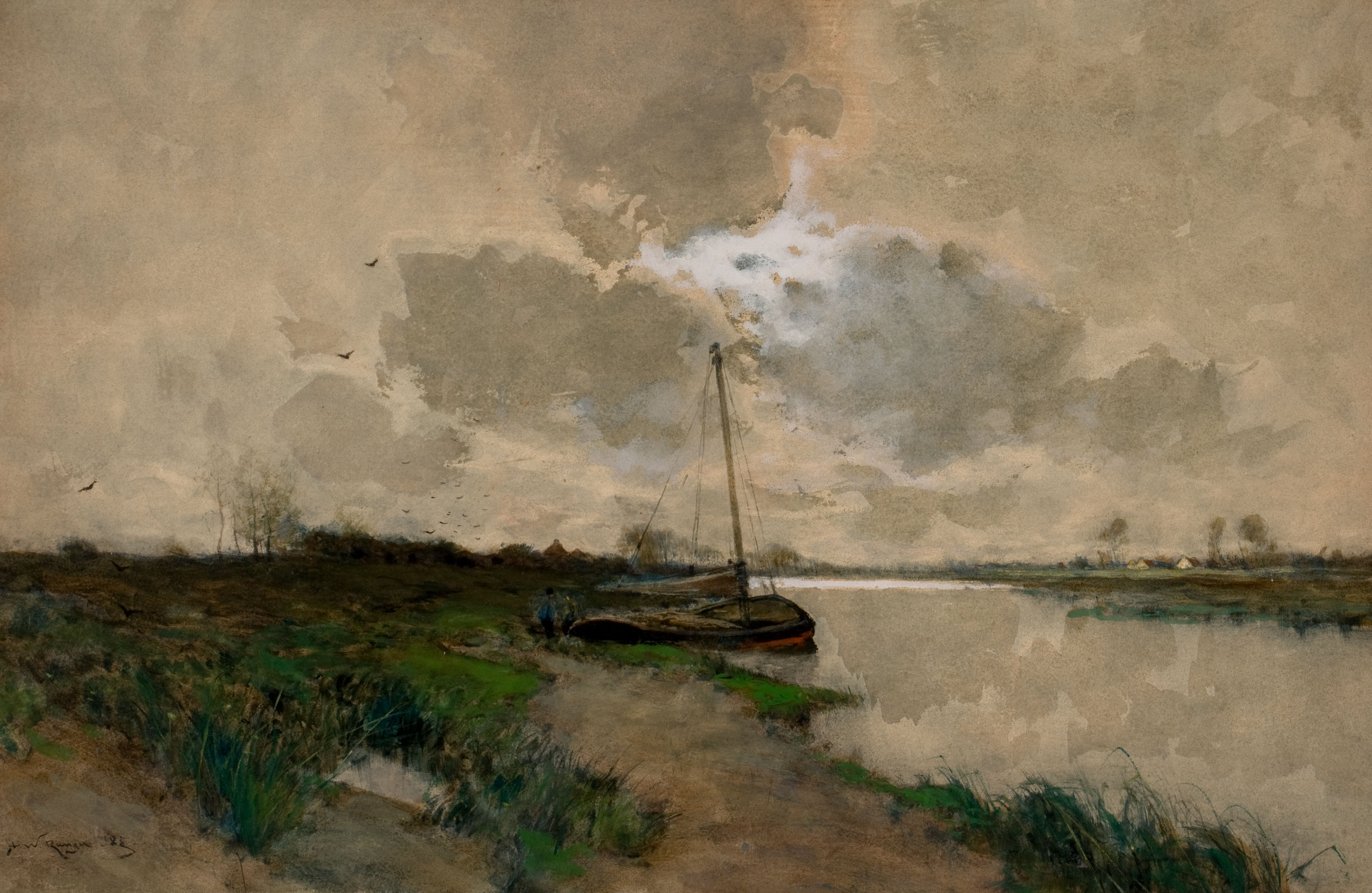
On the Scheldt, Holland (1885)
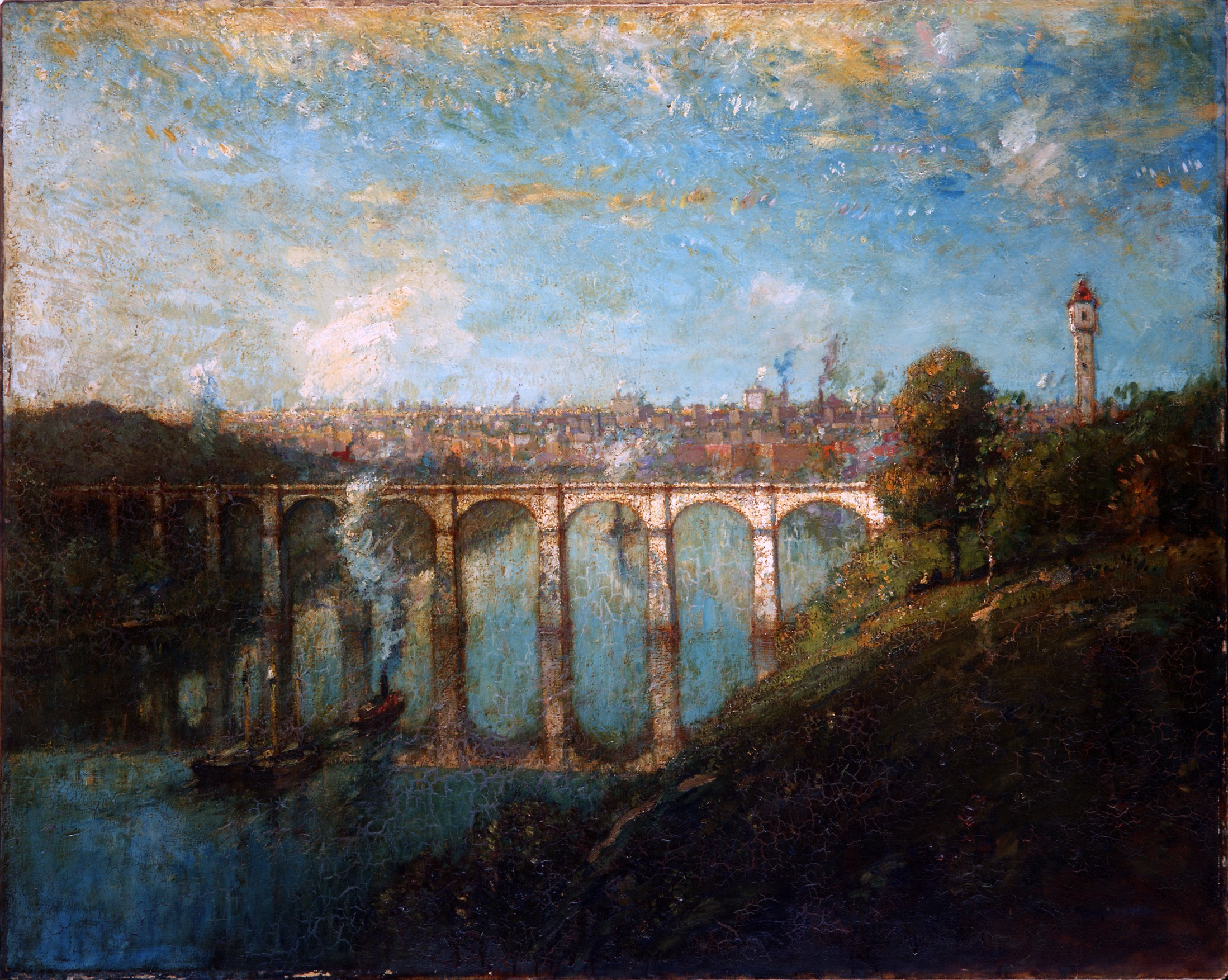
High Bridge, New York (1905)
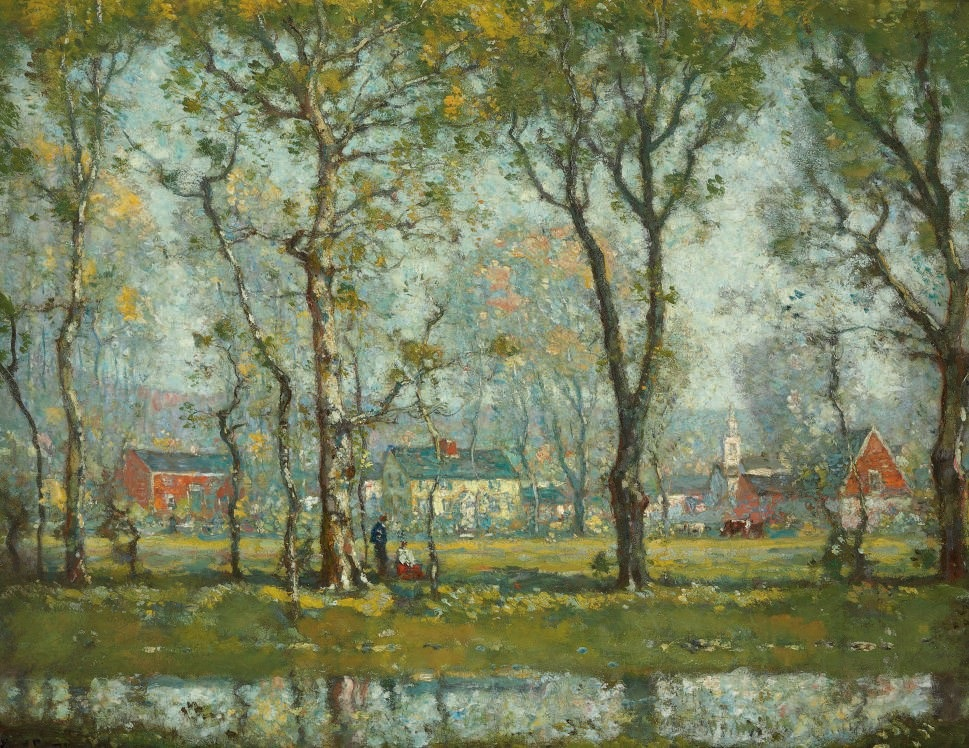
New England Village
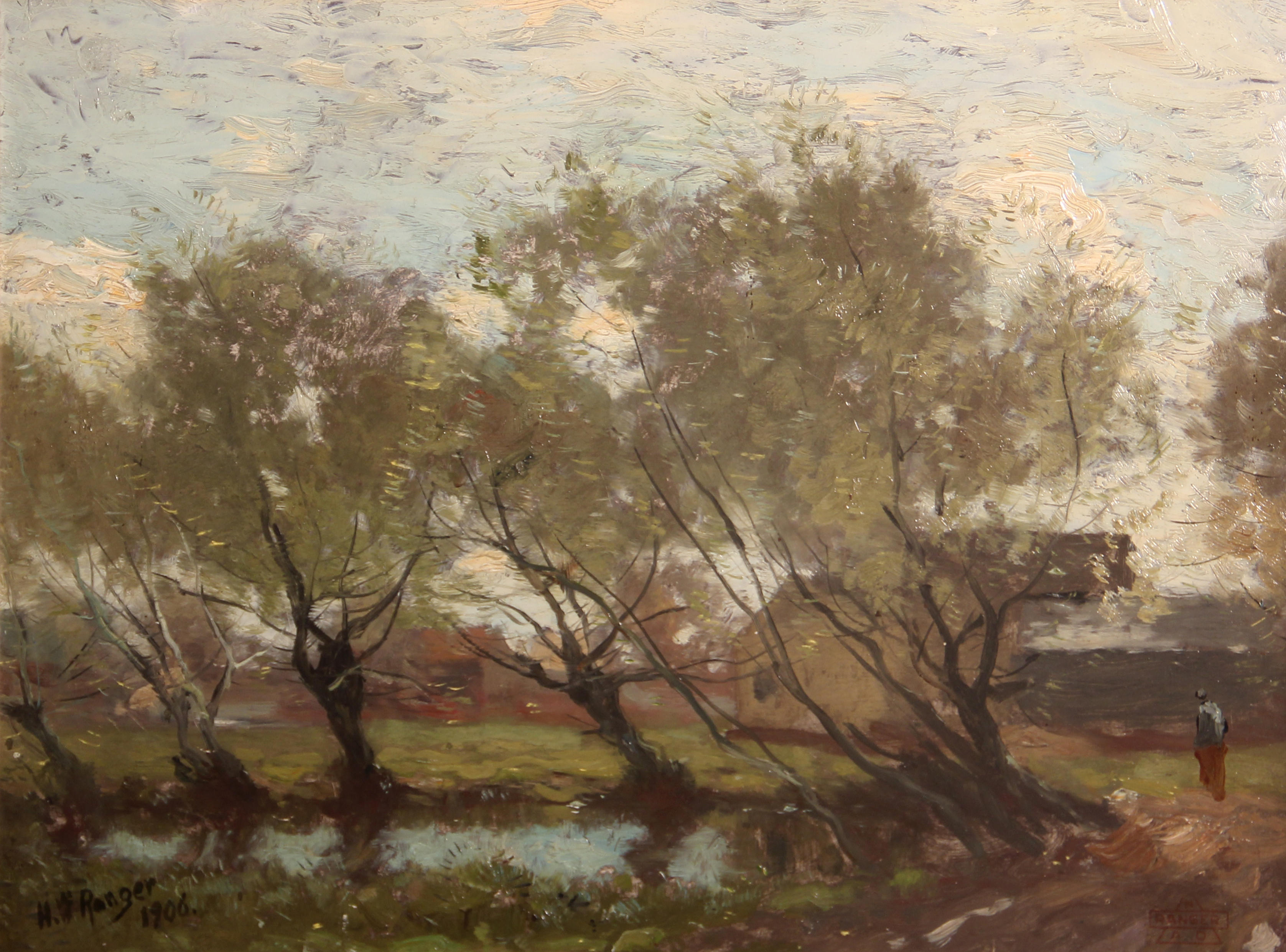
Trees along a pool (1906)
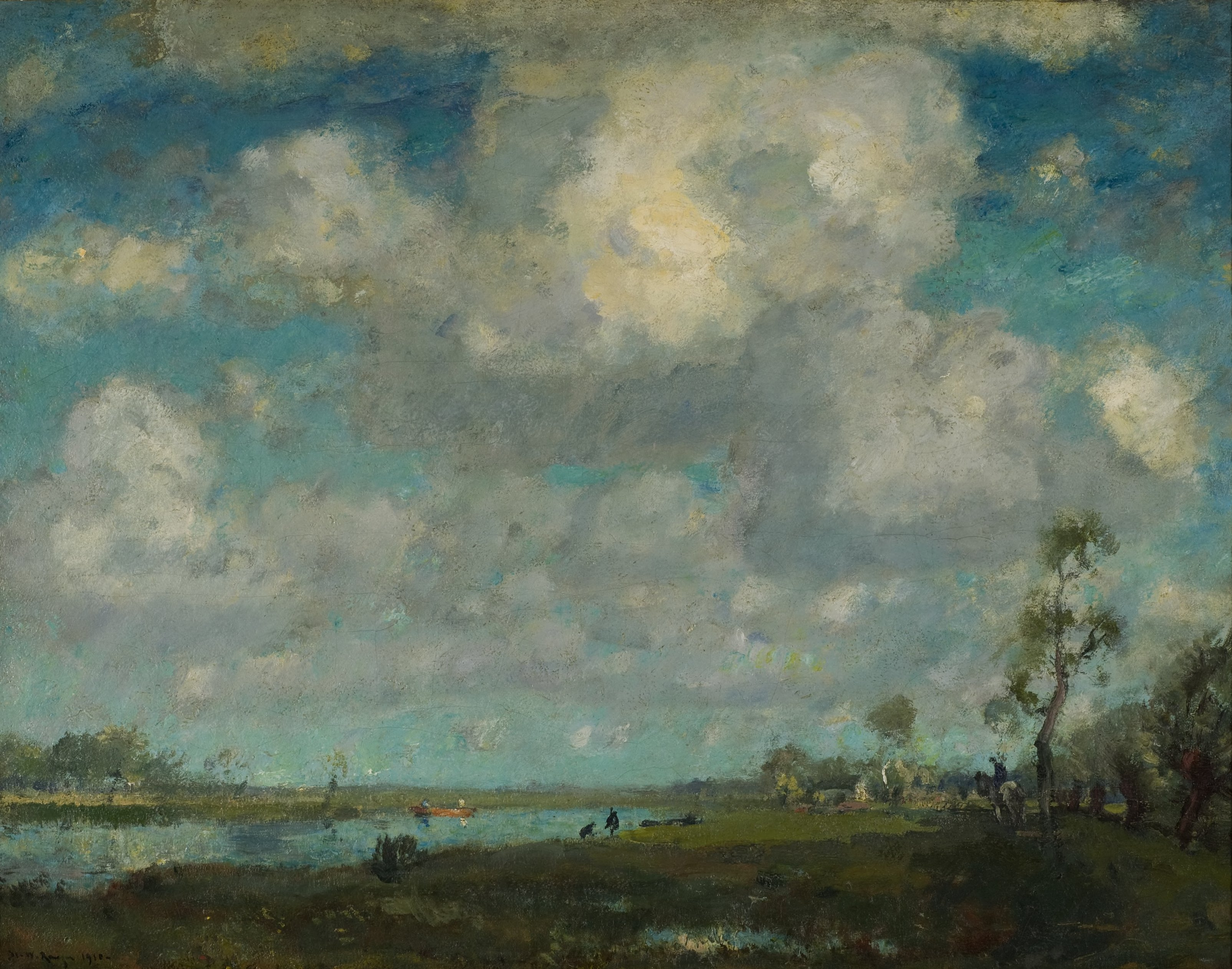
Groton Long Point(1910)